# Municipio Porongo
Das Municipio Porongo (früher: Ayacucho) ist ein Verwaltungsbezirk im Departamento Santa Cruz im südamerikanischen Anden-Staat Bolivien.

## Lage im Nahraum
Das Municipio Porongo ist eines von fünf Municipios in der Provinz Andrés Ibáñez. Es grenzt im Norden an die Provinz Sara, im Osten an die Provinz Ichilo, im Südwesten an das Municipio El Torno, im Südosten an das Municipio La Guardia und im Osten an das Municipio Santa Cruz. Der zentrale Ort ist Porongo im südöstlichen Teil des Municipios mit 1433 Einwohnern (Volkszählung 2012).

## Geographie
Das Municipio Porongo liegt östlich der Cordillera Oriental am Rande des bolivianischen Tieflandes und grenzt sich durch den Río Piraí nach Osten zum Municipio Santa Cruz hin ab. Die Region weist ein semihumides schwülfeuchtes Tropenklima auf mit geringen Tages- und Nachtschwankungen der Temperaturen.
Der jährliche Niederschlag in der Region liegt bei etwa 1000 mm, die Jahresdurchschnittstemperatur beträgt 24 °C (siehe Klimadiagramm Santa Cruz). Einer kurzen Trockenzeit von Juli bis August mit Monatsniederschlägen von nur 30 bis 40 mm steht eine ausgedehnte Feuchtezeit gegenüber, in der von Dezember bis Februar die Monatswerte zwischen 135 und 160 mm liegen. Die monatlichen Durchschnittstemperaturen schwanken zwischen 20 °C im Juni und Juli und 26 °C von Oktober bis Dezember.

## Bevölkerung
Die Einwohnerzahl des Municipios ist zwischen 1992 und 2024 auf fast das Fünffache angestiegen:
| Jahr | Einwohner | Quelle       |
| ---- | --------- | ------------ |
| 1992 | 4.690     | Volkszählung |
| 2001 | 11.085    | Volkszählung |
| 2012 | 15.201    | Volkszählung |
| 2024 | 23.016    | Volkszählung |

Die Bevölkerungsdichte des Municipios bei der Volkszählung 2024 betrug 24,7 Einwohner/km², die Lebenserwartung der Neugeborenen lag im Jahr 2001 bei 62,7 Jahren. Der Alphabetisierungsgrad bei den über 15-Jährigen betrug 86,0 Prozent im Jahr 2001.
Aufgrund der historisch bedingten Zuwanderung von Agrarbevölkerung im 20. Jahrhundert weist die Region einen gewissen Anteil an indigener Bevölkerung auf: Im Municipio Porongo sprechen 13,0 Prozent der Einwohner Quechua.

## Politik
Ergebnis der Regionalwahlen (concejales del municipio) vom 4. April 2010:
| Wahl- berechtigte |  | Wahl- beteiligung | gültige Stimmen |  | NEGRO  | VERDES | MAS-IPSP | PODER  | UCS   | FA    | AC-UDP |
| ----------------- |  | ----------------- | --------------- |  | ------ | ------ | -------- | ------ | ----- | ----- | ------ |
| 5.436             |  | 4.955             | 4.275           |  | 1.005  | 913    | 889      | 600    | 366   | 255   | 247    |
|                   |  | 91,2 %            | 86,3 %          |  | 23,5 % | 21,4 % | 20,8 %   | 14,0 % | 8,6 % | 6,0 % | 5,8 %  |

Ergebnis der Regionalwahlen (elecciones de autoridades políticas) vom 7. März 2021:
| Wahl- berechtigte |  | Wahl- beteiligung | gültige Stimmen |  | CREEMOS | MAS-IPSP | UNIDOS | SOL    | ASIP   | MNR    |
| ----------------- |  | ----------------- | --------------- |  | ------- | -------- | ------ | ------ | ------ | ------ |
| 12.796            |  | 11.201            | 10.525          |  | 7.455   | 2.172    | 418    | 363    | 71     | 46     |
|                   |  | 87,54 %           | 93,96 %         |  | 70,83 % | 20,64 %  | 3,97 % | 3,45 % | 0,67 % | 0,44 % |

## Gliederung
Das Municipio untergliederte sich bei der letzten Volkszählung von 2012 in die folgenden beiden Kantone (cantones):
- 07-0103-01 Kanton Ayacucho – 40 Ortschaften – 11.520 Einwohner
- 07-0103-02 Kanton Tervinto – 22 Ortschaften – 3.681 Einwohner

## Ortschaften
- Kanton Ayacucho
  - Urubó 2543 Einw. – Porongo 1433 Einw. – Pozo Colorado 1150 Einw. – Los Batos 736 Einw. – Villa Guadalupe 533 Einw.

- Kanton Tervinto
  - Las Cruces 709 Einw. – Terebinto 681 Einw.